# Komtesse Dolly
Komtesse Dolly bzw. Komtesse Doddy ist ein deutscher Stummfilm von 1919.

## Handlung
Sofern Komtesse Dolly/Doddy bis zu ihrem 21. Geburtstag glücklich verheiratet ist, soll sie 10 Millionen Mark (13.420.000 Euro) erben. Dieser ist am nächsten Tag. Leider muss ihr Verlobter Frank, ein Afrikaforscher, der zur Hochzeit kommen will, am Äquator notlanden. Dabei wird er gefangen genommen. So muss sie sich einen Ersatzmann suchen. Die Heirat findet statt und schnell bricht Streit aus. Doch gerade noch rechtzeitig kommt Frank zurück und es wird Versöhnung gefeiert. Denn auch Frank wurde mit einer Häuptlingstochter verheiratet – allerdings gegen seinen Willen. Es kommt zu einem glücklichen Ende.

## Hintergrund
Produktionsfirma war die Projektions-AG »Union« (PAGU) Berlin, für die Bauten war Kurt Richter zuständig. Er hatte eine Länge von vier Akten mit einer Länge von 1688 bzw. 1640 Metern, ca. 92 bzw. 90 Minuten. Die Zensur durchlief der Film im September 1919. Die Polizei Berlin erließ ein Jugendverbot (Nr. 43462) ebenso wie die Reichsfilmzensur am 26. Februar 1921 (Nr. 1408). Die Uraufführung war im November 1919.